# غلين نايلور
غلين نايلور (بالإنجليزية: Glenn Naylor)‏ (11 أغسطس 1972 في المملكة المتحدة - ) هو لاعب كرة قدم بريطاني في مركز الهجوم. لعب مع نادي يورك سيتي ودارلينجتون إف سى.

## وصلات خارجية
- غلين نايلور على موقع قاعدة بيانات كرة القدم.إي يو (الإنجليزية)